# ويليام في. مانينغ
ويليام في. مانينغ (بالإنجليزية: William V. Manning)‏ هو مهندس معماري أمريكي، ولد في 1868 في روتشستر في الولايات المتحدة، وتوفي في 17 نوفمبر 1921.